# Ernest Altés
Ernest Altés (Vic, 1956) és un escultor català.
Format a l'Escola Massana i a l'Escola de la Llotja i amb estudis complementaris a l'Escola de Belles Arts d'Olot, va aprendre l'ofici treballant amb mestres forjadors, picapedrers i calderers. Té obra pública exposada a Catalunya, Andorra, França, Espanya i Alemanya. Va realitzar el disseny del primer guardó del Premi d'Honor de les Lletres Catalanes d'Òmnium Cultural.